# Мантуровський район (Курська область)
Мантуро́вський район (рос. Мантуровский район) — адміністративно-територіальна одиниця та муніципальне утворення на південному сході Курської області Росії.
Адміністративний центр — село Мантурово.

## Географія
У селі Верхосейм'я бере початок річка Пузатий Сейм, права притока Сейму.
Через село Кривець тече річка Кривець, ліва притока Сейму.